# Centella asiatica
Щитолисник азійський, готу кола (Centella asiatica) — рослина роду центелла (Centella) родини аралієвих.

## Назва

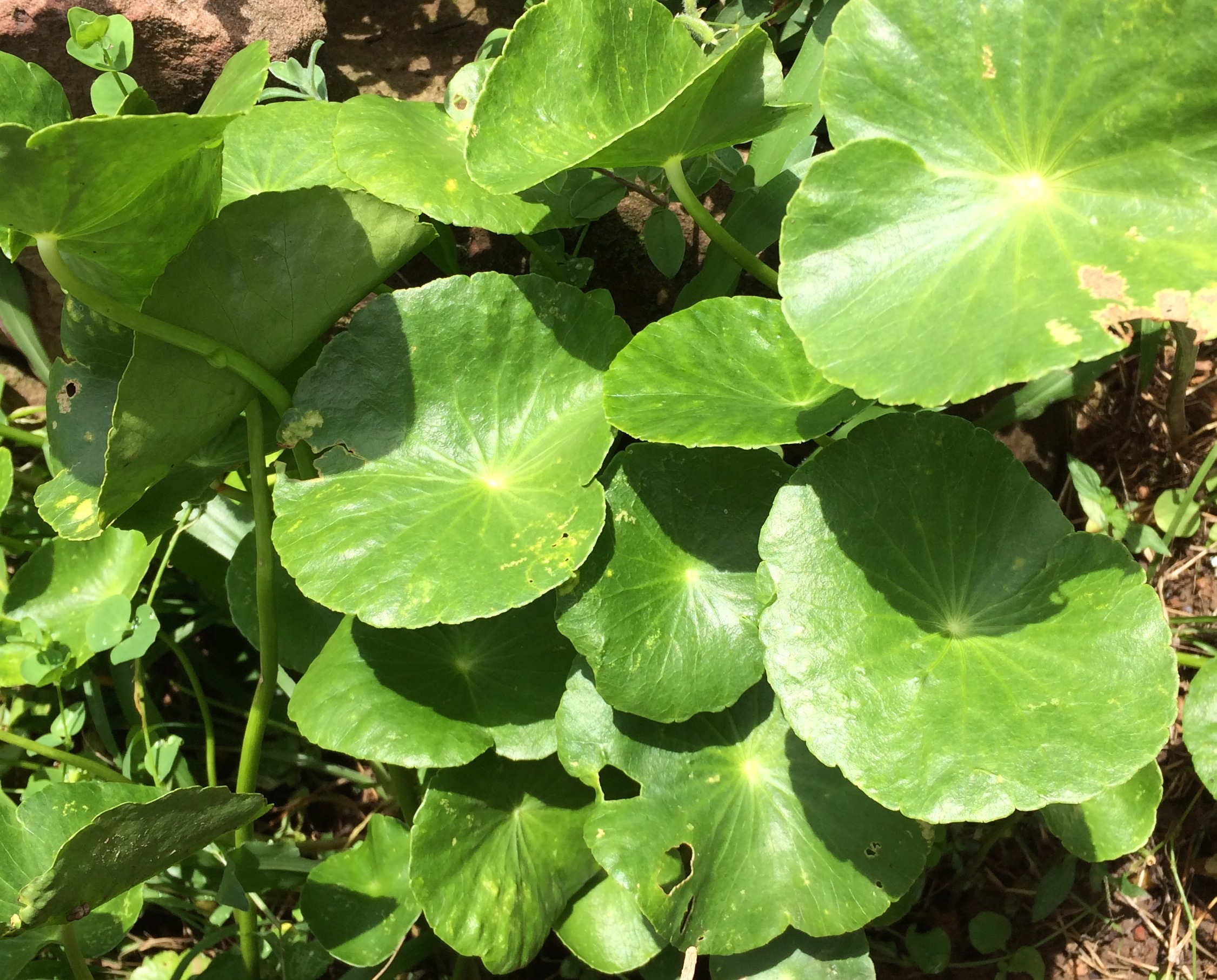
Centella asiatica

В англійській мові відомий як «індійський щитолисник» — Indian Pennywort. На Шрі-Ланці Centella asiatica має назву «готу кола». З сингальської мови перекладається як «конічний листок». На мові хінді «мандукапарні», «Кодам» (малаялам), «валларай» (тамільська мова), «бекапаранаму» (телугу), «буа бок» (тайська мова).

## Будова
Centella asiatica — повзуча багаторічна пахуча трав'яна рослина. Стебло щитолисника азійського насправді є кореневим пагоном (столон). З вузлів на вусах росте 1-3 ниркоподібних листка з городчастим краєм до 6 см в діаметрі на довгих черешках. На вузлах листків формуються коріння. Зонтичне складне суцвіття несе білі або пурпурові квіти. Кожна квітка має 5-6 пелюсток, 5 тичинок і 2 маточки. Суцвіття з'являється з квітня по червень. Плід круглої форми.

## Поширення та середовище існування
Росте у тропічних та субтропічних регіонах Індії, Південно-Східної Азії, Шрі-Ланки, Мадагаскару, Південної Африки, Півдня США, Мексики, Венесуели, Колумбії. Росте у тінистих місцях, на болотах, рисових полях, берегах річок на глинистих та піщаних ґрунтах. Утворює густі зарослі.

## Практичне використання

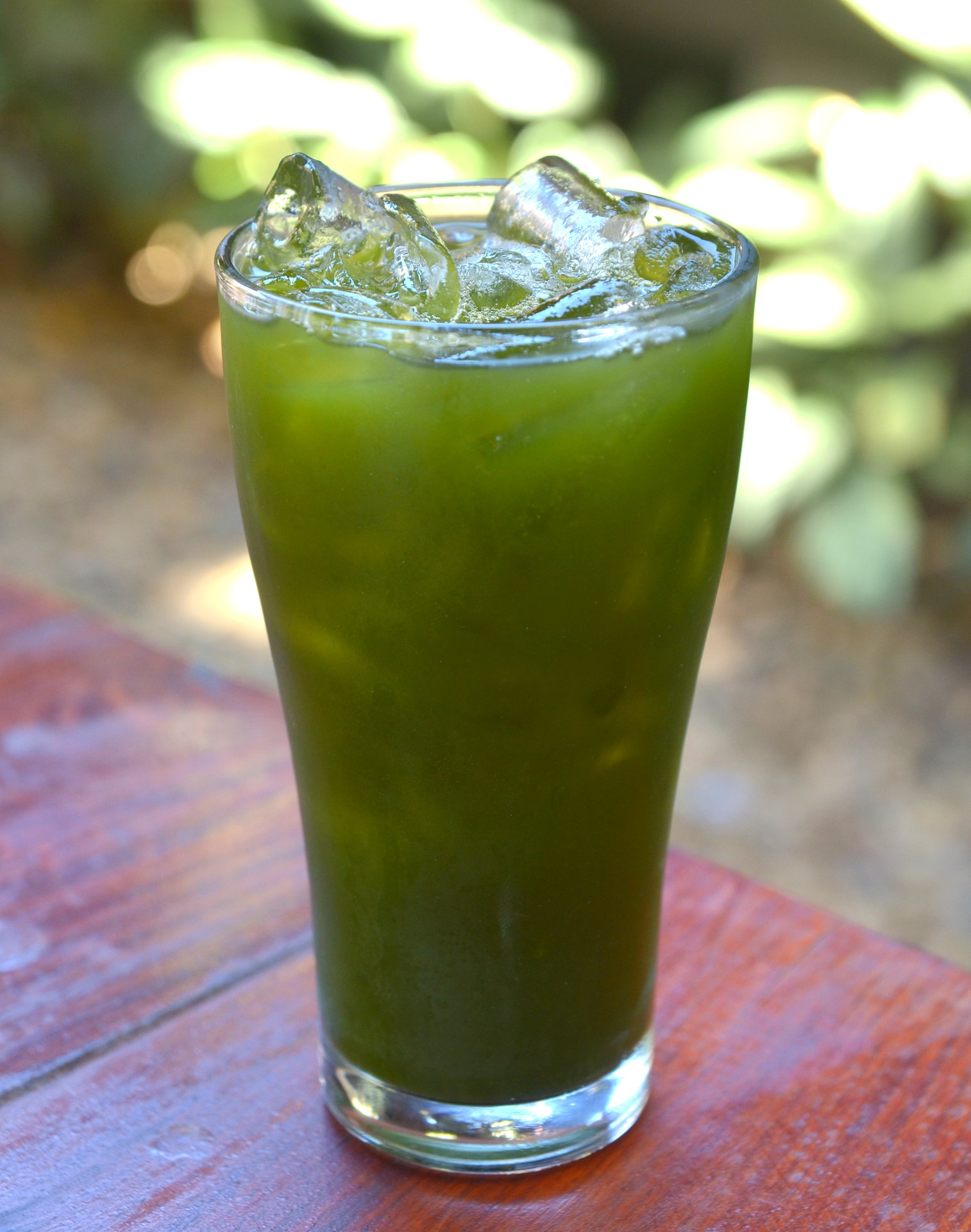
«нам бай буа бок»

Використання щитолисника азійського у стравах та напоях з кожним роком збільшується завдяки відкриттю його корисних властивостей. У листках Centella asiatica містяться антиоксиданти, антимікробні, цитотоксичні, нейропротекторні речовини — тритерпенова кислота, тритерпеновий сапонін, флавоноїди та інші фенольні сполуки.
На Шрі-Ланці з листя готують «маллуму», яку подають разом з рисом чи карі. Широко використовується в індійських стравах. У Таїланді та В'єтнамі щитолисник азійський використовують у салатах, а також готують напій «нам бай буа бок».
У медицині Centella asiatica використовують у мазях проти варикозного розширення судин.
У косметичних продуктах Centella asiatica Leaf Water та Centella asiatica Extract використовується для зволеження та заспокоєння шкіри .